# Aprophata notha
Aprophata notha là một loài bọ cánh cứng trong họ Cerambycidae.